# Rosina Lhévinne

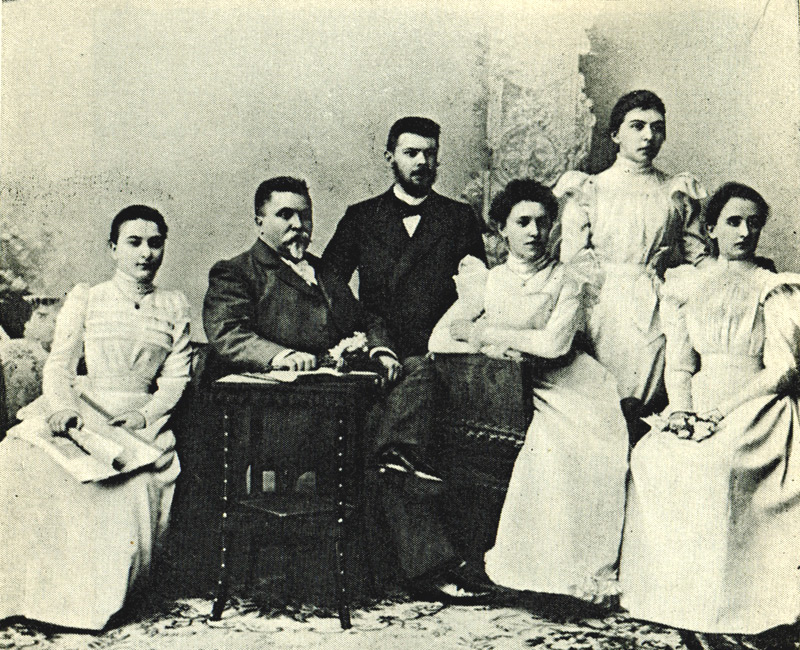
Vasily Safonov (1852-1918) con sus alumnos del Conservatorio de Moscú, a la izquierda: Rosina Lhévinne.

Rosina Lhévinne (nacida Bessie; 29 de marzo de 1880, Kiev, Imperio ruso - 9 de noviembre de 1976, Glendale, California) fue una famosa pianista y pedagoga. 

## Formación y familia.
Rosina Bessie era la menor de las dos hijas de María (nacida Katz) y Jacques Bessie, un joyero próspero de una familia judía holandesa que emigró al Imperio ruso para ejercer su oficio como comerciante de diamantes. Hubo violentos disturbios antisemitas en Kiev durante su primer año, y los Bessies se mudaron a Moscú en 1881 o 1882. La joven Rosina comenzó a estudiar piano a la edad de seis años con una maestra en Moscú, donde la familia se había mudado poco después de su nacimiento. Cuando su maestra enfermó, una amiga de la familia le sugirió que continuara sus estudios con Josef Lhévinne, un estudiante de talento del Conservatorio Imperial de Moscú, cinco años mayor que Rosina.  
En seguida mostró un gran talento y varios años después ingresó en el Conservatorio, donde también estudió con el maestro de Lhévinne, Vasily Safonov. En su graduación en 1898, ganó la Medalla de Oro en piano al igual que Josef lo había hecho antes que ella, y ese mismo año los dos se casaron. Tuvieron dos hijos, Constantine "Don" Lhevinne (1906-1998) y Marianna Lhevinne Graham (1918-2012). 

## Carrera musical
Rosina renunció a sus ambiciones de ser solista para evitar chocar con la carrera de su esposo Josef como pianista de concierto, un voto que mantuvo hasta mucho después de su muerte en 1944. Así, limitó sus actividades a enseñar y tocar a dos pianos con su esposo. Juntos vivieron y enseñaron en Moscú, Tbilisi, la capital de Georgia, y más tarde en Berlín antes de emigrar en 1919, después de la Primera Guerra Mundial y la Revolución Rusa a Nueva York, donde se unieron a la facultad del Instituto de Arte Musical, que más tarde se convirtió en The Juilliard School. 

### Enseñanza
Después de haber actuado esencialmente como maestra preparatoria para los alumnos de su marido durante 46 años, se sintió reacia después de su muerte a asumir todos sus deberes en la escuela; sin embargo, los administradores de la Juilliard fueron unánimes en querer que ella continuara en el lugar de su esposo.    
Entre sus alumnos se encuentran muchos de los mejores pianistas jóvenes de los años 1940, 50 y 60, incluido Van Cliburn, quien llegó a su clase en 1951. En el apogeo de la Guerra Fría en 1958, fue galardonado con el Primer Premio en la convocatoria inaugural del Concurso Internacional Tchaikovsky en Moscú, convirtiéndose en una celebridad mundial instantánea y trayendo fama internacional a su maestra.  
Otros alumnas de Lhévinne incluyen a James Levine, director musical de la Metropolitan Opera, John Williams, compositor y director de orquesta de la Boston Pops Orchestra, la compositora Judith Lang Zaimont, los pianistas John Browning, Walter Buczynski, Seth Carlin, Eduardo Delgado, Madeleine Forte, Edna Golandsky, Tong-Il Han, Anthony & Joseph Paratore, Daniel Pollack, Marcus Raskin, Misha Dichter, Edward Auer, Santos Ojeda, Joel Ryce-Menuhin, Garrick Ohlsson, Joseph William Fennimore, Hiroko Nakamura, Neal Larrabee y muchos otros, incluidos varios profesores actuales de la escuela Juilliard. 

### Actuaciones
En 1949, la Sra. Lhévinne reconsideró su decisión de nunca tocar en público como solista, y en sus 70 y 80 hizo una notable serie de apariciones, primero en colaboración con el Cuarteto de cuerdas Juilliard, y más tarde en conciertos en el Aspen Summer Music Festival. Su mejor momento como solista llegó en enero de 1963, a los 82 años, con su debut en la Filarmónica de Nueva York bajo la dirección del director Leonard Bernstein tocando el Concierto para piano n.º 1 de Frédéric Chopin, una pieza que había interpretado para su graduación del Conservatorio de Moscú sesenta y cinco años antes. Hay grabaciones de tanto este Concierto como del  Concierto nº 21 en do mayor, K. 467 de Mozart.

## Muerte y legado
La Sra. Lhévinne continuó enseñando en la Juilliard y en la Universidad del Sur de California en Los Ángeles, donde murió en 1976 a los 96 años. 
Justo antes de su muerte, Robert K. Wallace publicó un libro sobre los Lhévinnes titulado A Century of Music-Making: The Lives of Josef and Rosina Lhévinne, por el cual fue entrevistada extensamente. 
En 2003, la exalumna y asistente de Madame Lhévinne, Salomé Ramras Arkatov, produjo una película documental, El legado de Rosina Lhévinne, que contiene un raro archivo de las enseñanzas y presentaciones de Lhévinne, así como entrevistas con varios de sus antiguos alumnos.